# 克姆丘格河
克姆丘格河是俄羅斯的河流，屬於丘雷姆河的右支流，由克拉斯諾亞爾斯克邊疆區負責管轄，河道全長411公里，流域面積10,300平方公里，河水主要來自雨水和融雪，每年十月至翌年五月結冰。